# Andrea Migno
Andrea Migno (Cattolica, Italia, 10 de enero de 1996) es un piloto de motociclismo italiano de Moto3.

## Trayectoria
Migno fue competidor del trofeo Italian Honda 125GP, la Red Bull MotoGP Rookies Cup, y la CEV 125GP Championship.
La carrera internacional de Andrea Migno arrancó de forma simultánea en 2011 en la Red Bull MotoGP Rookies Cup y el CEV. En 2014 pasó a formar parte del proyecto de la «VR46 Academy» liderado por Valentino Rossi y corrió en el FIM CEV Repsol donde terminó regularmente en las posiciones de cabeza. Estas buenas actuaciones despertaron el interés de Mahindra, que a partir de Silverstone le propuso suplir a Arthur Sissis para acabar el Campeonato del Mundo de Moto3™. En 2015, Migno volvió a representar al equipo SKY Racing VR46 al igual que en 2016, temporada en la que logró 2 podios.
En 2017 siguió formando parte de la «VR46 Academy» de nuevo al manillar de la KTM. Pese a ser la única moto austríaca en toda la temporada en ganar Mugello, no completó un año regular, algo que le obligó a cambiar de aires en 2018 hacia el equipo Aspar Team Moto3.En 2019 aterrizó en el Bester Capital Dubai con el que sumó otros 2 podios a su palmarés. Para 2020, de nuevo en el box del SKY Racing Team VR46, consiguió sumar 60 puntos en su casillero, pero sin llegar al podio. En 2021 se asoció con Filip Salac en el Rivacold Snipers Team, donde consiguió tres podios, que le permitieron terminar dentro del Top 10 de la general por primera vez desde 2017.

## Inicios
Andrea empezó a practicar en el mundo del motor cuando tenía ocho años. A menudo le pedía a su padre que hiciera un circuito de minibicicletas cerca de su casa. A partir de entonces no abandonó nunca más el mundo de las carreras de dos ruedas. De 2004 a 2008, Andrea participó en varios campeonatos de minimotos y MiniGP. Ganó el Campeonato de Europa de Minibike Junior A en 2005 y fue subcampeón del Campeonato de Europa de Minibike Junior B en 2007.

## Carrera Juvenil
En 2008, Andrea corrió en el Campeonato de Cataluña PreGP 125 cc y quedó sexto. Un año después compitió en el Campeonato Mediterráneo Velocidad y en la Cuna de Campeones Bancaja. Andrea también corrió en el GP italiano Honda Trophy 125 en 2010 y terminó sexto. Y en 2011, Andrea debutó en la Red Bull MotoGP Rookies Cup.
Además de la Red Bull MotoGP Rookies Cup, Andrea también debutó en el CEV 125 en 2011 y logró un podio en Jerez. La temporada siguiente, la carrera cambió de formato al CEV Moto3 y Andrea también pasó al equipo Speed Master Team. Terminó la temporada en el puesto 22.º y consiguió 12 puntos. En 2013, Andrea se mudó a GMT Racing y terminó la temporada en octavo lugar.

## Moto3
Andrea debutó en el mundial de Moto3 en la temporada 2013 con la FTR M313 como carta libre en Cataluña y Brno. Un año después, reemplazó a Arthur Sissis en Mahindra de la serie británica hasta el final de la temporada. El piloto italiano empezó a competir a tiempo completo en 2015 con el SKY Racing Team VR46. Logró su mejor resultado en Aragón, que fue noveno, y acabó la temporada en el puesto 19. Andrea consiguió su primer podio en Moto3 en el campeonato de Assen de 2016. La serie final en Valencia también sumó una vez más a su podio. Terminó la temporada en el puesto 17.º.
En la temporada 2017 decidió pasar al Ángel Nieto Team Moto3, consiguió un podio en Le Mans y logró la 11.ª plaza. La temporada siguiente, Andrea volvió a mudarse a Bester Capital Dubai. Consiguió dos podios y logró el puesto 13 al final de la temporada.

## 2023
Hasta finales de 2022 todavía no conseguía una plaza para incorporarse al equipo de Moto3. Al inicio de la temporada 2023, reemplazó oficialmente a Lorenzo Fellon en el equipo CIP Green Power debido a una lesión que sufrió en el Gran Premio de Portugal.
Actualmente se encuentra en la categoría MotoE bajo el equipo de Prettl Pramac junto a Luca Salvadori y Tito Rabat.

## Resultados

### Red Bull Rookies Cup
(Carreras en negrita indica pole position, carreras en cursiva indica vuelta rápida)
| Año  | 1       | 2        | 3      | 4        | 5       | 6       | 7       | 8       | 9      | 10     | 11      | 12      | 13      | 14     | Pos. | Pts. |
| ---- | ------- | -------- | ------ | -------- | ------- | ------- | ------- | ------- | ------ | ------ | ------- | ------- | ------- | ------ | ---- | ---- |
| 2011 | SPA1 11 | SPA2 Ret | POR1 9 | POR2 Ret | GBR1 21 | GBR2 16 | NED1 19 | NED2 10 | ITA 15 | GER1 8 | GER2 10 | CZE1 15 | CZE2 13 | RSM 14 | 20.º | 39   |

### Campeonato de España de Velocidad Moto3

#### Carreras por año
(Carreras en negrita indica pole position, carreras en cursiva indica vuelta rápida)
| Temp. | 1        | 2      | 3      | 4        | 5      | 6       | 7      | 8      | 9       | 10   | 11   | Pos. | Pts. |
| ----- | -------- | ------ | ------ | -------- | ------ | ------- | ------ | ------ | ------- | ---- | ---- | ---- | ---- |
| 2012  | JER 10   | NAV 13 | ARA 19 | CAT Ret  | ALB1   | ALB2    | VAL 13 |        |         |      |      | 22.º | 12   |
| 2013  | CAT1 Ret | CAT2 8 | ARA 6  | ALB1 Ret | ALB2 6 | NAV Ret | VAL1 6 | VAL2 6 | JER Ret |      |      | 8.º  | 48   |
| 2014  | JER 6    | JER 3  | LMS 5  | ARA 4    | CAT 6  | CAT 6   | ALB 5  | NAV 5  | ALG     | VAL1 | VAL2 | 7.º  | 92   |

### Campeonato del mundo de motociclismo
Sistema de puntuación de 1993 hasta 2022:
| Posición | 1.º | 2.º | 3.º | 4.º | 5.º | 6.º | 7.º | 8.º | 9.º | 10.º | 11.º | 12.º | 13.º | 14.º | 15.º |
| Puntos   | 25  | 20  | 16  | 13  | 11  | 10  | 9   | 8   | 7   | 6    | 5    | 4    | 3    | 2    | 1    |

#### Por temporada
| Temp. | Cat.  | Moto     | Equipo                       | Carreras | Victorias | Podios | Poles | V.Ráp. | Pts. | Pos. |
| ----- | ----- | -------- | ---------------------------- | -------- | --------- | ------ | ----- | ------ | ---- | ---- |
| 2013  | Moto3 | FTR Moto | GMT Racing                   | 2        | 0         | 0      | 0     | 0      | 0    | NC   |
| 2014  | Moto3 | Mahindra | Mahindra Racing              | 7        | 0         | 0      | 0     | 0      | 8    | 25.º |
| 2015  | Moto3 | KTM      | Sky Racing Team VR46         | 18       | 0         | 0      | 0     | 0      | 35   | 19.º |
| 2016  | Moto3 | KTM      | Sky Racing Team VR46         | 18       | 0         | 2      | 0     | 0      | 63   | 17.º |
| 2017  | Moto3 | KTM      | Sky Racing Team VR46         | 18       | 1         | 1      | 0     | 1      | 118  | 9.º  |
| 2018  | Moto3 | KTM      | Ángel Nieto Team Moto3       | 18       | 0         | 1      | 0     | 0      | 84   | 11.º |
| 2019  | Moto3 | KTM      | Bester Capital Dubai         | 19       | 0         | 2      | 1     | 1      | 78   | 13.º |
| 2020  | Moto3 | KTM      | Sky Racing Team VR46         | 15       | 0         | 0      | 0     | 0      | 60   | 15.º |
| 2021  | Moto3 | Honda    | Rivacold Snipers Team        | 18       | 0         | 3      | 2     | 1      | 110  | 10.º |
| 2022  | Moto3 | Honda    | Rivacold Snipers Team        | 20       | 1         | 2      | 1     | 1      | 103  | 9.º  |
| 2023  | Moto3 | KTM      | CIP Green Power              | 7        | 0         | 1      | 0     | 0      | 17   | 25.º |
| 2023  | MotoE | Ducati   | Prettl Pramac MotoE          | 2        | 0         | 0      | 0     | 0      | 2    | 20.º |
| 2024  | Moto2 | Kalex    | Yamaha VR46 Master Camp Team | 1        | 0         | 0      | 0     | 0      | 0    | 39.º |
| Total | Total | Total    | Total                        | 163      | 2         | 12     | 4     | 4      | 678  |      |

#### Por categoría
| Cat.  | Temp.     | 1.er GP         | 1.er Podio        | 1.ª Victoria | Carreras | Victorias | Podios | Poles | V.Ráp. | Pts. | CM |
| ----- | --------- | --------------- | ----------------- | ------------ | -------- | --------- | ------ | ----- | ------ | ---- | -- |
| Moto2 | 2024      | Solidario 2024  |                   |              | 1        | 0         | 0      | 0     | 0      | 0    | 0  |
| Moto3 | 2013–2023 | Cataluña 2013   | Países Bajos 2016 | Italia 2017  | 160      | 2         | 12     | 4     | 4      | 676  | 0  |
| MotoE | 2023      | San Marino 2023 |                   |              | 2        | 0         | 0      | 0     | 0      | 2    | 0  |
| Total | 2013–2024 | 2013–2024       | 2013–2024         | 2013–2024    | 163      | 2         | 12     | 4     | 4      | 678  | 0  |

#### Por año
| Año  | Cat.  | Moto     | 1       | 2       | 3       | 4      | 5       | 6       | 7       | 8      | 9       | 10     | 11      | 12      | 13     | 14      | 15      | 16      | 17      | 18      | 19     | 20     | Pts. | Pos. |
| ---- | ----- | -------- | ------- | ------- | ------- | ------ | ------- | ------- | ------- | ------ | ------- | ------ | ------- | ------- | ------ | ------- | ------- | ------- | ------- | ------- | ------ | ------ | ---- | ---- |
| 2013 | Moto3 | FTR Moto | QAT     | AME     | ESP     | FRA    | ITA     | CAT 25  | NED     | ALE    | IND     | CZE 26 | GBR     | RSM     | ARA    | MAL     | AUS     | JAP     | VAL     |         |        |        | 0    | NC   |
| 2014 | Moto3 | Mahindra | QAT     | AME     | ARG     | ESP    | FRA     | ITA     | CAT     | NED    | ALE     | IND    | CZE     | GBR Ret | RSM 8  | ARA Ret | JAP Ret | AUS 17  | MAL Ret | VAL 18  |        |        | 8    | 25.º |
| 2015 | Moto3 | KTM      | QAT 24  | AME 12  | ARG 17  | ESP 21 | FRA 9   | ITA 15  | CAT 28  | NED 12 | ALE 21  | IND 20 | CZE 13  | GBR 15  | RSM 13 | ARA 9   | JAP 20  | AUS Ret | MAL 24  | VAL 11  |        |        | 35   | 19.º |
| 2016 | Moto3 | KTM      | QAT 17  | ARG 29  | AME 15  | ESP 11 | FRA 7   | ITA 10  | CAT 18  | NED 3  | ALE Ret | AUT 25 | CZE 12  | GBR Ret | RSM 15 | ARA 11  | JAP 24  | AUS Ret | MAL Ret | VAL 3   |        |        | 63   | 17.º |
| 2017 | Moto3 | KTM      | QAT 6   | ARG 5   | AME 12  | ESP 6  | FRA 8   | ITA 1   | CAT 8   | NED 14 | ALE 16  | CZE 11 | AUT 21  | GBR 8   | RSM 9  | ARA 11  | JAP 13  | AUS 14  | MAL 6   | VAL 16  |        |        | 118  | 9.º  |
| 2018 | Moto3 | KTM      | QAT 10  | ARG 13  | AME 4   | ESP 13 | FRA 2   | ITA 5   | CAT Ret | NED 26 | ALE 12  | CZE 20 | AUT Ret | GBR C   | RSM 9  | ARA 12  | THA 11  | JPN 13  | AUS 13  | MAL 16  | VAL 14 |        | 84   | 11.º |
| 2019 | Moto3 | KTM      | QAT 14  | ARG 11  | AME 3   | ESP 10 | FRA 5   | ITA Ret | CAT Ret | NED 19 | ALE 19  | CZE 7  | AUT 26  | GBR 17  | RSM 13 | ARA 16  | THA NC  | JPN 10  | AUS Ret | MAL Ret | VAL 2  |        | 78   | 13.º |
| 2020 | Moto3 | KTM      | QAT 16  | ESP 4   | AND 22  | CZE 14 | AUT 12  | EST 13  | RSM 10  | ERM 8  | CAT Ret | FRA 5  | ARA Ret | TER 18  | EUR 12 | VAL 7   | POR 21  |         |         |         |        |        | 60   | 15.º |
| 2021 | Moto3 | Honda    | QAT Ret | DOH 4   | POR 3   | ESP 4  | FRA 11  | ITA Ret | CAT Ret | ALE 5  | NED Ret | EST 17 | AUT Ret | GBR Ret | ARA 6  | RSM 3   | AME 10  | ERM Ret | ALG 2   | VAL 18  |        |        | 110  | 10.º |
| 2022 | Moto3 | Honda    | QAT 1   | INA Ret | ARG Ret | AME 3  | POR 7   | ESP 14  | FRA 10  | ITA 4  | CAT Ret | ALE 11 | NED 15  | GBR 9   | AUT 23 | RSM Ret | ARA 18  | JPN 9   | THA 7   | AUS 16  | MAL 14 | VAL 15 | 103  | 9.º  |
| 2023 | MotoE | Ducati   | FRA     | FRA     | ITA     | ITA    | ALE     | ALE     | NED     | NED    | GBR     | GBR    | AUT     | AUT     | CAT    | CAT     | RSM NC  | RSM 14  |         |         |        |        | 2    | 20.º |
| 2023 | Moto3 | KTM      | POR     | ARG 3   | AME 19  | ESP 17 | FRA Ret | ITA 16  | ALE 15  | NED 19 | GBR     | AUT    | CAT     | RSM     | IND    | JPN     | INA     | AUS     | THA     | MAL     | QAT    | VAL    | 17   | 25.º |
| 2024 | Moto2 | Kalex    | QAT     | POR     | AME     | ESP    | FRA     | CAT     | ITA     | NED    | ALE     | GBR    | AUT     | ARA     | RSM    | ERM     | INA     | JPN     | AUS     | THA     | MAL    | SLD 25 | 0    | 39.º |